# Lithophyllum esperi
Lithophyllum esperi (M. Lemoine) South & Tittley  é o nome botânico de uma espécie de algas vermelhas pluricelulares do gênero Lithophyllum, família Corallinaceae.
- São algas marinhas encontradas nas ilhas Canárias e Cabo Verde.

## Sinonímia
- Pseudolithophyllum esperi M. Lemoine, 1929